# Provin

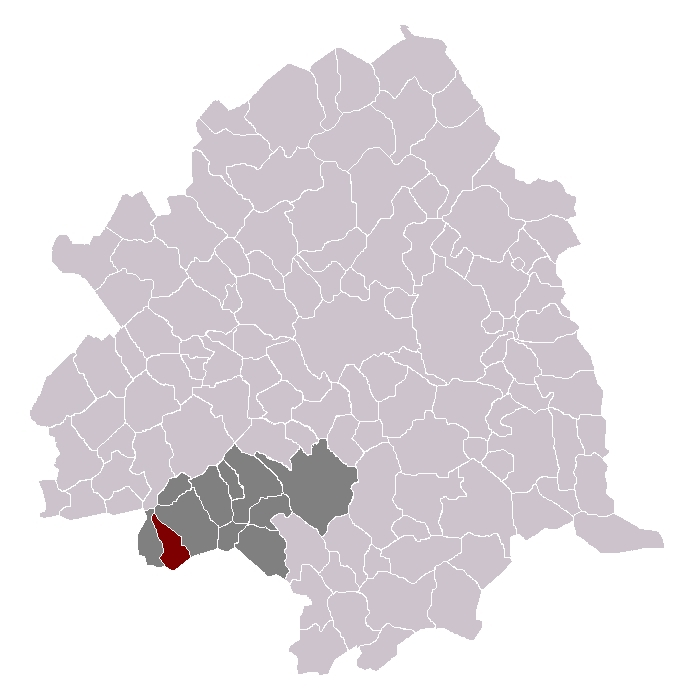
Ubicació de Provin dins el cantó i el districte

Provin és un municipi francès, situat a la regió dels Alts de França, al departament del Nord. L'any 2006 tenia 3.873 habitants. Limita al nord-est amb Annœullin, al sud-est amb Carvin, al sud-oest amb Meurchin, a l'oest amb Bauvin.

## Demografia
| 1962                                       | 1968  | 1975  | 1982  | 1990  | 1999  | 2006  |
| ------------------------------------------ | ----- | ----- | ----- | ----- | ----- | ----- |
| 2.488                                      | 2.738 | 3.030 | 3.491 | 3.499 | 3.678 | 3.873 |
| Des de 1962: població sense dobles comptes |       |       |       |       |       |       |

## Administració
| Període | Identitat    | Partit |
| ------- | ------------ | ------ |
| 2008-   | Gérard Ledru | PS     |